# Nedokromil
Nedokromil – organiczny związek chemiczny, lek z grupy kromonów, pochodna kromoglikanu disodowego o działaniu zapobiegawczym przeciwalergicznym.
Hamuje reakcję degranulacji komórki tucznej powstającej na skutek reakcji antygen-przeciwciało. U podłoża tego działania leży blokada kanałów wapniowych, przez które wnikają jony Ca2+
 do wnętrza mastocytu, doprowadzając do inicjacji kaskady biochemicznej, wywołującej uwolnienie histaminy i innych mediatorów anafilaksji. Dodatkowo nedokromil uszczelnia drobne naczynia krwionośne oraz hamuje chemotaksję eozynofili. Hamuje skurcz oskrzeli wywołany np. dwutlenkiem siarki, hiperwentylacją, bradykininą czy neurokininą A oraz zimnym powietrzem, a także powysiłkowy. Zmniejsza nasilenie kaszlu astmatycznego.

## Zastosowanie
Lek ze względu na specyfikę działania musi być podawany przed zetknięciem z alergenem. W przypadku wystąpienia reakcji uczuleniowej, podanie leku jest nieskuteczne. Uznawany za skuteczniejszy od kromoglikanu dwusodowego.
- astma
- alergie pokarmowe
- alergiczne zapalenie spojówek

Jest nieskuteczny w chorobach alergicznych skóry.

## Działania niepożądane
Lek nie wykazuje ogólnoustrojowych działań niepożądanych. Miejscowo mogą wystąpić ograniczone podrażnienia błon śluzowych (często zależne od nośnika aerozolu).

## Dawkowanie
Nedokromil podaje się do drzewa oskrzelowego za pomocą inhalatora w standardowej dawce 4 mg. Dawka dobowa wynosi 8–16 mg.

## Preparaty
Na chwilę obecną żaden preparat zawierający nedokromil nie jest dopuszczony do obrotu na terenie Polski.